# Chrysendeton
Chrysendeton är ett släkte av fjärilar. Chrysendeton ingår i familjen Crambidae.
Kladogram enligt Catalogue of Life:
| Chrysendeton | \| \| Chrysendeton autobella \| \| \| \| \| \| Chrysendeton claudialis \| \| \| \| \| \| Chrysendeton imitabilis \| \| \| \| \| \| Chrysendeton kimballi \| \| \| \| \| \| Chrysendeton medicinalis \| \| \| \| \| \| Chrysendeton nigrescens \| \| \| \| \| \| Chrysendeton vacuolata \| \| \| \| |
|              | \| \| Chrysendeton autobella \| \| \| \| \| \| Chrysendeton claudialis \| \| \| \| \| \| Chrysendeton imitabilis \| \| \| \| \| \| Chrysendeton kimballi \| \| \| \| \| \| Chrysendeton medicinalis \| \| \| \| \| \| Chrysendeton nigrescens \| \| \| \| \| \| Chrysendeton vacuolata \| \| \| \| |
|              | Chrysendeton autobella |
|              | |
|              | Chrysendeton claudialis |
|              | |
|              | Chrysendeton imitabilis |
|              | |
|              | Chrysendeton kimballi |
|              | |
|              | Chrysendeton medicinalis |
|              | |
|              | Chrysendeton nigrescens |
|              | |
|              | Chrysendeton vacuolata |
|              | |